# Hervey Morres (1er vicomte Mountmorres)
Hervey Morres, 1er vicomte Mountmorres (1707 - 6 avril 1766), est un propriétaire terrien et un homme politique irlandais.

## Biographie
Il est le fils de Francis Morris, de Castle Morres, comté de Kilkenny, de Catherine Evans, fille de Sir William Evans, 1er baronnet. Son grand-père, Hervey Morres, député de Knocktoper, est un fils cadet de Sir Redmond Morres, deuxième baronnet de Knockagh. Le frère aîné de Hervey est Sir William Morres, 1er baronnet, député de Kilkenny et de Newtownards, tandis que Lodge de Montmorency, 1er vicomte Frankfort de Montmorency, est son neveu. Il fait ses études au Trinity College, à Dublin . Il est élu à la chambre des communes irlandaise pour St Canice (également connu sous le nom Irishtown) en 1734, un siège qu'il occupe jusqu'en 1756. Il est également maire de Kilkenny entre 1752 et 1753. En 1756, il est élevé à la Pairie d'Irlande en tant que baron Mountmorres, de Castlemorres, dans le comté de Kilkenny, puis vicomte Mountmorres, de Castlemorres dans le comté de Kilkenny, également dans la pairie irlandaise en 1763.

## Mariages et descendance
Lord Mountmorres épouse Lady Letitia Ponsonby, fille de Brabazon Ponsonby (1er comte de Bessborough), en 1742. Après sa mort en février 1754, il épouse ensuite Mary Wall, fille de William Wall, de Coolnmuckty Castle, comté de Waterford, et veuve de John Baldwin en 1755. Il y a des enfants des deux mariages. Il est décédé en avril 1766 et son fils de son premier mariage, Hervey, lui succède. La vicomtesse Mountmorres est décédée en septembre 1779 .